# Porte de la Jane
La porte de la Jane  est une porte médiévale de Cordes-sur-Ciel, une commune du Tarn. 

## Origine
Elle appartient à l'enceinte intérieure, construite lors de la décision de créer une bastide à Cordes-sur-Ciel. La cité est bâtie en 7 ans entre 1222, date de fondation de la ville par le comte de Toulouse Raymond VII, et 1229, date du traité de Meaux-Paris : dans les termes du texte, Cordes est signalé comme une des villes fortes de l'Albigeois.

## Description
La voute de la porte est en plein cintre. Elle est surmontée sur la partie extérieure, de corbeaux, vestige d'une échauguette. L'ouverture était protégée par une herse et une porte en bois à deux battants. Les pierres calcaires de la voute sont de la construction d'origine. Deux archères placées de part et d'autre de la porte défendaient l'entrée. Des pierres rougies par le feu rappellent les combats qui eurent lieu durant les guerres de religion. D'après une sculpture du linteau, le corps de garde a pu accueillir l'atelier d'un cordonnier.
L'ouverture est flanquée de deux tours couvertes d'une toiture en tuile canal.

## Restauration
La porte est classée monument historique depuis le 28 novembre 1962. L'association Société des Amis du Vieux Cordes aidée par la D.R.A.C., la région, la Fondation du Patrimoine, le département et la commune a permis une restauration étalée sur dix ans. Mettre en sécurité, doter les ouvertures de fenêtres pour étancher l'intérieur, conserver l'appareillage ancien ont été les étapes de cette restauration.